# 超音速巡航

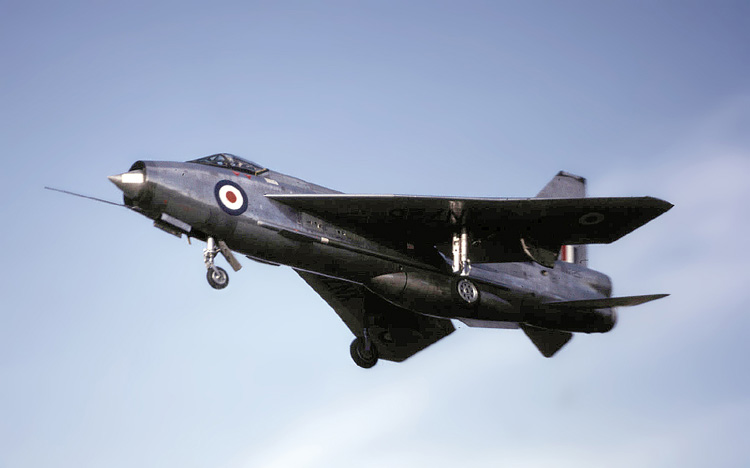
第一架能夠維持水平"超音速巡航飛行"的是英國航太的閃電式戰鬥機，能够勉强以1.02马赫巡航

超音速巡航（英語：Supercruise），指在平飛狀態下长时间維持超音速飛行，就算是具備超音速巡航能力。

## 歷史
50年代，第一架能夠維持水平超音速巡航飛行的是英國航太的閃電式戰鬥機。但这里有超音速多少巡航的问题。早期的閃電式戰鬥機在不开后燃器加力的情况下，勉强能达到并维持1.02马赫，若使用后燃器虽能达到更高速度，引擎却会过热，数分钟后不得不中断超巡以待引擎冷却。此时各国战机和轰炸机只需要在接近目标的数分钟内保持超音速，对超巡并无需求。
步入60年代，冷战铁幕拉开，美国面对苏联广阔的领土，认为首轮轰炸机超巡很有必要，因此开发了B-58中型轰炸机，具备连续使用后燃器能力，能以2倍音速连续巡航。由於必須開啟後燃器才能維持超音速，燃料耗損極為巨大，可達一般狀態的數十倍之多，非常不經濟，因此计划中的B-58由美国起飞超巡轰炸苏联境内目标，需在苏联周边盟国空中加油2-4次之多；且因B-58超巡下航程大打折扣，甚至计划在首轮核攻击B-58向苏联投掷核弹之后，即飞往邻近的“中立国”如土耳其，飞机不必再飞回美国，机组向“中立国”投降，按国际法他们也必须待到战争结束后才能回国；由此促生了后来的XB-70轟炸機计划，继续加大超巡轰炸机，以便让飞机、机组在轰炸后仍有飞回美国的机会。XB-70轟炸機也秉承这个设计概念，将超巡速度又进一步提高至3倍音速，虽设计了巨大的油箱，航程仍然有限，亦需在盟国加油后才能深入苏联。
作为铁幕另一边的苏联则针锋相对开发了可超巡的米格-25攔截机，可以2.5-2.8倍音速连续使用后燃器超巡，为此在2个引擎舱内壁分别镀有5公斤的银，以减弱持续燃烧的后燃器的高温对机体的影响。同样此高超音速巡航极为耗油，除去起降阶段，约16吨燃料只能维持约40分钟，不过米格-25作为区域攔截机并不需要上千公里远程飞行，只要高速逼近B-58或XB-70，为其所载的每枚近半吨的R-40空空导弹带来有利的射击条件即可。

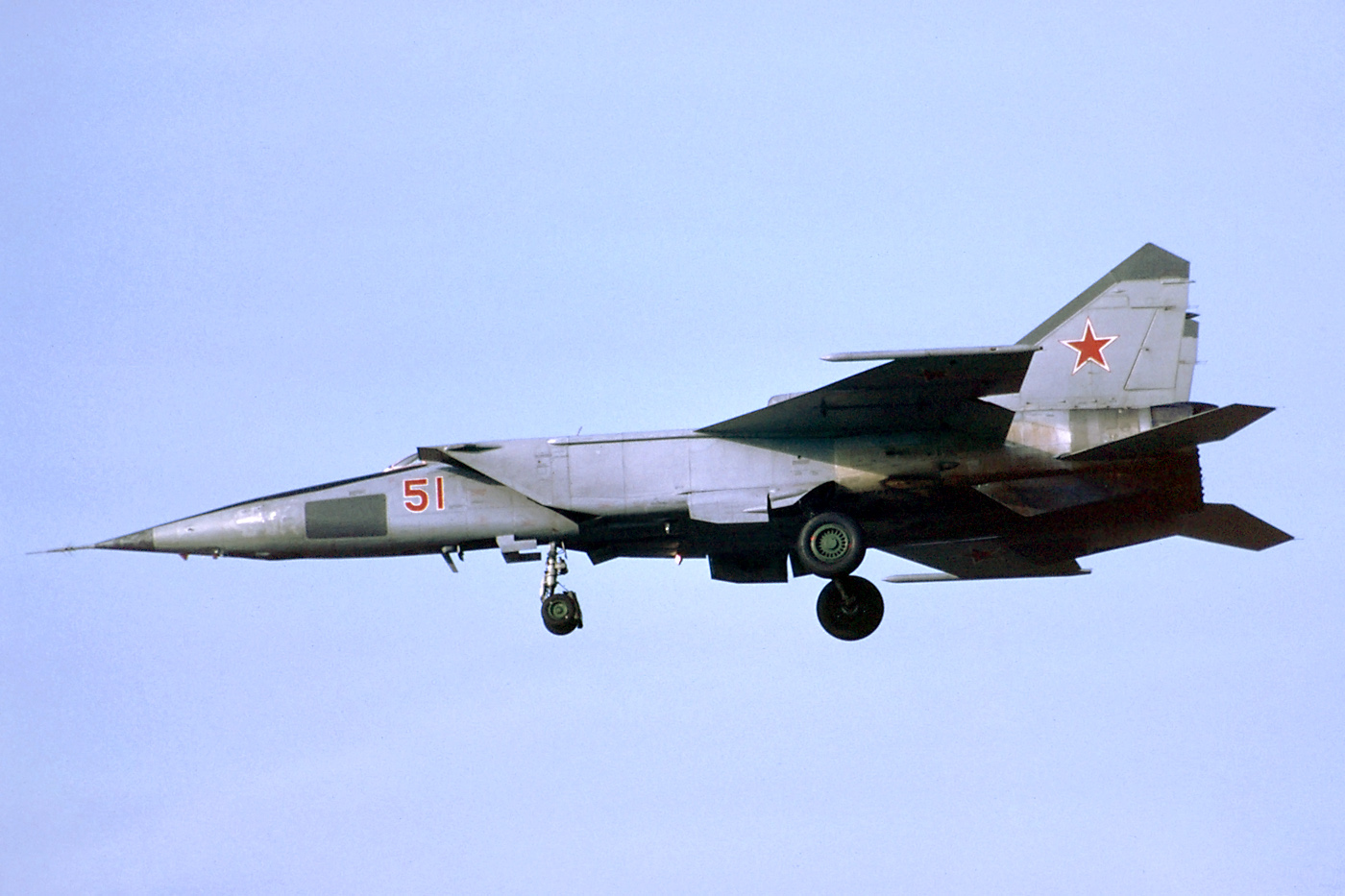
米格-25战斗机

于是出现了美国制造超巡轰炸机，苏联制造超巡攔截机的场景。另外，也有一个較為特殊的例子， SR-71偵察機是設計成在高速下會關閉燃燒室的通道，而將所有氣流都送往後燃器，也就是直接以後燃器做為動力來源的半衝壓引擎模式。这个设计使燃油经济性提高，在其铆接钛合金机身经热身止漏并空中加油后，约45吨燃料可维持约1小时15分钟3.2马赫超巡，但引擎极不稳定，导致SR-71尽管在地勤和飞行员制度上严格管理，还是平均2815飞行小时即有1架坠毁。

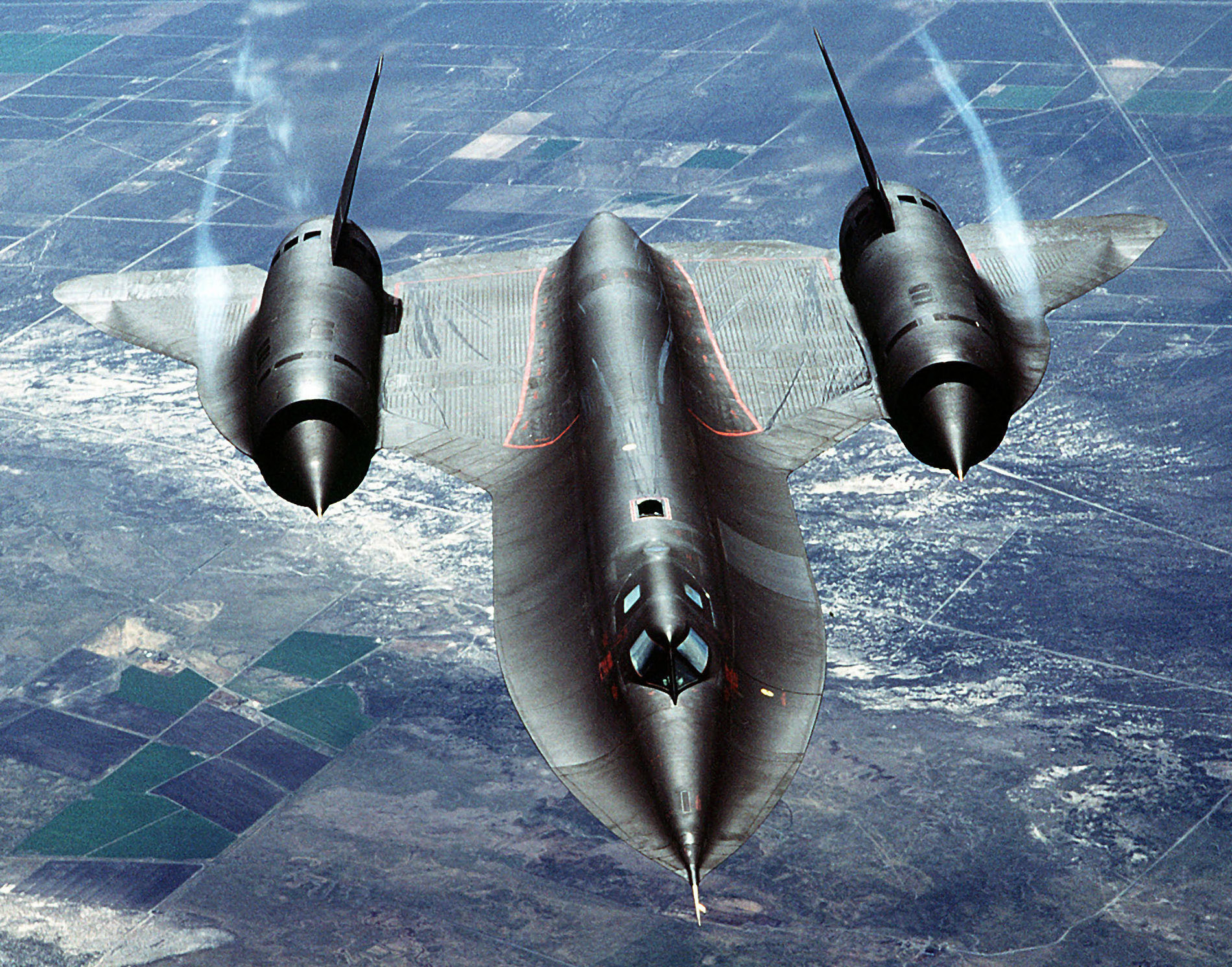
SR-71黑鳥式偵察機

至於大型的民航機和轟炸機要超音速巡航較易，如XB-70轟炸機可以连续开启后燃器超巡，而協和式客機、Tu-144D客機均可做到不使用后燃器超巡，其中协和式的加力仅在起飞和跨音速加速阶段使用而在2马赫巡航阶段关闭（详见协和式客机#發動機），Tu-144D的RD-36-51涡轮喷气发动机干脆没有设计后燃器（详见圖-144#生產），但客机超音速飞行的噪音問題卻較難解決，而實際應用較少。
70年代后随着洲际弹道导弹日趋完善稳定，超巡轰炸机被放弃或取消，此时的战斗机也没有了超巡必要，转向以缠斗的常规空战为主，回归到后燃器只需工作5-10分钟的状态。这样亦导致了1990年海湾战争中，多国部队各种战机均无法跟踪伊拉克以超巡飞行的米格-25，又因己方机群密集不能贸然远距离发射导弹，结果被米格-25找到机会后击落一架F/A-18。
80年代，由於現代引擎技術的提昇，使得不開後燃器進行超音速巡航已經成為可能，在美國空軍於1987年提出的先進戰術戰鬥機（ATF）計劃中，即將此一能力列為必備要求之一。但ATF将超巡定义为不开加力以1.5倍音速飞行30分钟，若按此标准，XB-70，米格-25，米格-31，SR-71、YF-12等均不能算超巡机种。

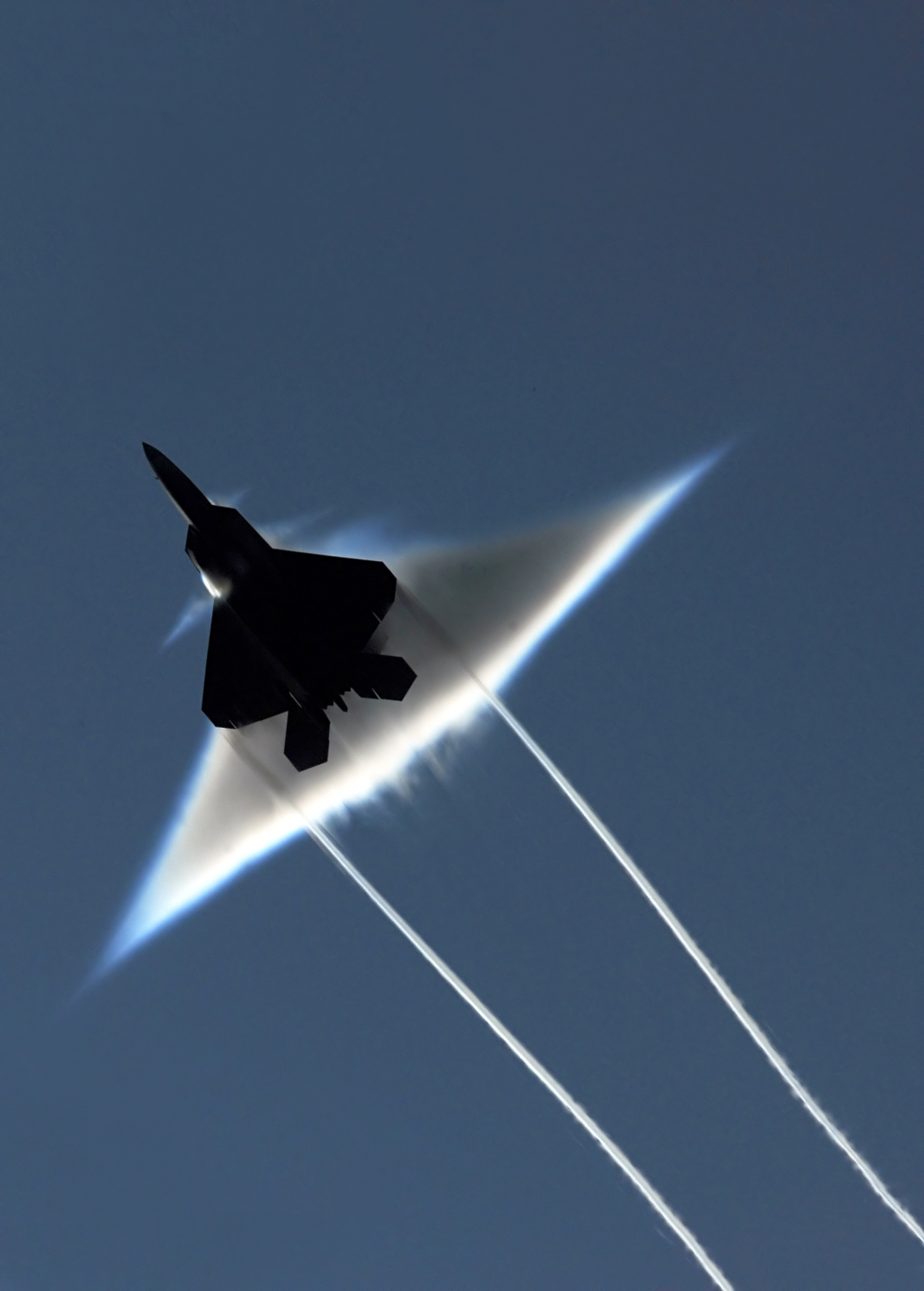
F-22突破音障瞬間

目前具備不开启后燃器超音速巡航能力的戰鬥機有美国的F-22戰鬥機和YF-23戰鬥機，俄羅斯的Su-57M戰鬥機，中國的J-20A戰鬥機等。
據稱，英德义西聯合研發的颱風戰鬥機、法國的飆風戰鬥機、瑞典的JAS 39E/F和俄羅斯的Su-35戰鬥機等也可以進行一定程度上的超音速巡航。